# Alleanza di Secondigliano
Alleanza di Secondigliano ist eines der mächtigsten Camorra-Bündnisse, benannt nach dem Stadtteil Secondigliano im Nordosten Neapels.
Die Alleanza di Secondigliano besteht seit den 1990er Jahren und wurde von Gennaro Licciardi, Eduardo Contini, Patrizio Bosti, Gaetano Bocchetti, Giuseppe Lo Russo, Marco Armando Carta Il Tedesco und Francesco Mallardo gegründet. Das Hauptgebiet erstreckte sich von Secondigliano über Scampia nach Piscinola, Marianella und Chiaiano, wobei die Aktivitäten wie Drogenhandel, Waffenschmuggel und Zuhälterei über ganz Kampanien ausgedehnt waren.
Benannt wurde die Alleanza nach dem Elendsquartier Secondigliano, von Napolitanern auch die „Dritte Welt“ genannt, einem der verfallensten Stadtteile Neapels mit der höchsten Armuts-, Arbeitslosigkeits- und Kriminalitätsrate der Stadt. Die jugendlichen Banden beherrschen mit offener Waffengewalt den Drogenhandel in den Sozialwohnungskomplexen der Vela Rossa, Vela Gialla und Vela Celeste, die als „Europas Supermarkt für harte Drogen“ bezeichnet werden.
Am 18. Mai 2008 nahm die italienische Polizei den Chef des Secondigliano-Clans, Guido Abbinante, in einer Klinik fest, in der er sich unter falschem Namen am Herzen behandeln ließ. Abbinante war wegen internationalen Drogenhandels zu 20 Jahren Haft verurteilt worden, im September 2007 aber wieder freigekommen. Er soll seitdem den Mord an zwei Mitgliedern des verfeindeten Di-Lauro-Clans befohlen haben.